# Kabar
Los kabares (en griego Κάβαροι, Kabaroi) o Kavar eran una confederación de pueblos túrquicos que vivían en el territorio de Poltava en el siglo IX. Estaba compuesta por tres tribus jázaras que se rebelaron contra el jagán de los jázaros en algún momento de ese siglo. La rebelión fue suficientemente importante para ser descrita en el De Administrando Imperio de Constantino Porfirogénito. A continuación los kabares fueron expulsados del jaganato jázaro y buscaron refugio en la confederación tribal magiar llamada Hétmagyar. Las tres tribus kabares acompañarona a los húngaros en su migración desde la estepa ucraniana a la llanura Panónica, y participaron en la conquista húngara de Hungría.
Alrededor de 833, la confederación tribal húngara vivía en Levedia, entre el río Don y el Dniéper, vasallos del imperio jázaro. Hacia 850 o 860, expulsados de Levedia por los pechenegos, entraron en Etelköz. Los magiares llegaron a la cuenca del río Danubio hacia 880. Poco después, el emperador bizantino León VI el Sabio, que estaba en guerra con Simeón, zar de Bulgaria, les pidió que le ayudaran. Los magiares, acaudillados por Árpád, cruzaron el Danubio e invadieron Bulgaria. Entonces los búlgaros llamaron a los pechenegos, los nuevos amos de la estepa, que atacaron a los húngaros por la retaguardia y les obligaron a huir hacia las montañas de Transilvania. En ese momento, Arnulfo de Carintia, rey de Francia Oriental, en guerra con el gobernante eslavo Svatopluk I, rey de Gran Moravia, decidió llamar también a los húngaros en su ayuda. Los húngaros derrotaron a Svatopluk, que pereció en el conflicto (895). La Gran Moravia desapareció, y los húngaros se establecieron de modo permanente en Hungría (907).
Algunos kabares se asentaron en la región de Bihar del posterior Reino de Hungría y Transilvania. Algunos historiadores creen que el personaje de la Gesta Hungarorum, Marot y su nieto Menumorut, duque de Biharia, eran de ascendencia kabara. Uno de los nombres que aparecen en la Carta de Kiev es Kiabar, que puede sugerir que los kabares se asentaran también en Kiev. Al menos algunos de los kabares eran judíos, otros podrían haber sido cristianos, musulmanes o chamanistas.
La presencia de una aristocracia túrquica sobre los húngaros explicaría el protocolo bizantino por el que, en el intercambio de embajadores en tiempos de Constantino Porfirogénito, los gobernantes húngaros eran llamados "Príncipes de los Turcos".
Los kabares finalmente fueron asimilados por la población húngara, dejando algunas huellas culturales y lingüísticas. Algunos investigadores creen que los Székely son descendientes suyos.